# Palarstanide
La palarstanide è un minerale.